# Biti mi daj
Biti mi daj debitantski je studijski album Roberta Kurbaše. Objavila ga je 2015. godine diskografska kuća Croatia Records. Objavljen je povodom 150 godina splitske knjižare Morpurgo. Svu glazbu za album napisao je splitski glazbenik Milan Štajner (Miki Nopling). Na albumu je devet pjesama, uglavnom književnika i pjesnika Enesa Kiševića i Jakše Fiamenga. Po jedna pjesma na albumu je od fra Bonaventure Dude, fra Ante Vučkovića i Tonča Petrasova Marovića. Stihove pjesama s albuma interpretira splitski glumac Robert Kurbaša.
Album je predstavljen spotom "Sunce, vjetar i ti". Režirao ga je Darko Drinovac, a napravljen je u suradnji s Kristinom Bangourom. U spotu glume Robert Kurbaša i Mateja Penava te dvoje plesača Aleksandra Mišić i Ognjen Vučinić. Njih dvoje su od ovoga spota razvili i plesnu predstavu Ti.